# Team Novo Nordisk/Saison 2013
Dieser Artikel listet Erfolge und Fahrer des Radsportteams Novo Nordisk in der Saison 2013 auf.

## Zugänge – Abgänge
| Zugänge              | Team 2012       | Abgänge                        | Team 2013                            |
| -------------------- | --------------- | ------------------------------ | ------------------------------------ |
| Christopher Williams | Mainline Racing | Jure Kocjan                    | Euskaltel Euskadi                    |
| Andrea Ciacchini     | Neoprofi        | Alexander Serebrjakow          | Euskaltel Euskadi                    |
| Stephen Clancy       | Neoprofi        | Georg Preidler                 | Team Argos-Shimano                   |
| Paolo Cravanzola     | Neoprofi        | Filippo Fortin                 | Bardiani Valvole-CSF Inox            |
| Kevin De Mesmaeker   | Neoprofi        | Vegard Stake Laengen           | Bretagne-Séché Environnement         |
| Joonas Henttala      | Neoprofi        | Rémi Cusin                     | IAM Cycling                          |
| David Lozano         | Neoprofi        | Julien El-Farès                | Sojasun                              |
| Justin Morris        | Neoprofi        | Alessandro Bazzana             | UnitedHealthcare Pro Cycling Team    |
| Andrea Peron         | Neoprofi        | Aldo Ino Ilešič                | UnitedHealthcare Pro Cycling Team    |
| Aaron Perry          | Neoprofi        | Kiel Reijnen                   | UnitedHealthcare Pro Cycling Team    |
| Thomas Raeymaekers   | Neoprofi        | Daniele Colli                  | Vini Fantini-Selle Italia            |
| Branden Russell      | Neoprofi        | Joey Rosskopf                  | Hincapie Sportswear Development Team |
| Andrei Strelkow      | Neoprofi        | Julien Antomarchi              | La Pomme Marseille                   |
|                      |                 | Alex Bowden                    | Stage 17-Cylance 2013                |
|                      |                 | Rubens Bertogliati             | Karriereende                         |
|                      |                 | Daniele Callegarin             | Karriereende                         |
|                      |                 | László Bodrogi                 | Unbekannt                            |
|                      |                 | Alexander Jefimkin             | Unbekannt                            |
|                      |                 | Andrei Strelkow (bis 31. Juli) | Unbekannt                            |

## Mannschaft
| Name                 | Geburtstag         | Nationalität       |
| -------------------- | ------------------ | ------------------ |
| Fabio Calabria       | 27. August 1987    | Australien         |
| Andrea Ciacchini     | 26. Juni 1990      | Italien            |
| Stephen Clancy       | 19. Juli 1992      | Irland             |
| Paolo Cravanzola     | 10. März 1986      | Italien            |
| Kevin De Mesmaeker   | 24. Juli 1991      | Belgien            |
| Joe Eldridge         | 16. Juni 1982      | Vereinigte Staaten |
| Joonas Henttala      | 17. September 1991 | Finnland           |
| David Lozano         | 21. Dezember 1988  | Spanien            |
| Javier Mejías        | 30. September 1983 | Spanien            |
| Justin Morris        | 19. Juni 1986      | Vereinigte Staaten |
| Andrea Peron         | 28. Oktober 1988   | Italien            |
| Aaron Perry          | 6. November 1987   | Neuseeland         |
| Thomas Raeymaekers   | 22. Mai 1993       | Belgien            |
| Branden Russell      | 15. März 1992      | Vereinigte Staaten |
| Martijn Verschoor    | 4. Mai 1985        | Niederlande        |
| Christopher Williams | 10. November 1981  | Australien         |